# Skoler Beskiderne Nationalpark
Skoler Beskiderne Nationalpark (ukrainsk: Сколівські Бескиди) ligger i området Skoler Beskiderne i Karpaterne i den vestlige udkant af Ukraine. Den blev oprettet i 1999 for at beskytte bøge- og blandede skove i Karpaterne og for at sørge for miljømæssige, økologiske, æstetiske, uddannelsesmæssige og rekreative formål. Parken ligger i Stryj og Drohobych rajonerne i Lviv oblast. 

## Topografi
Terrænet er bjergrigt, med parken opdelt i dalene i både Stryi-floden og Opir-floden. Højde over havets overflade er 600 til 1.260 meter. Det højeste punkt i området er Mount Parashka. Bjergkæden løber fra nordvest til sydøst, med toppe dannet af flodskæringer mellem dem.
Geologien i området er dybhavs-sedimentære bjergarter fra kridt- og palæogentiden - kendt som flysch - sammensat af sandsten, siltsten, argilliter, kalksten og mergel.

## Klima og økoregion
Skoler Beskidernes klima er iefter Köppen klimaklassificering (Dfb) fugtigt kontinentalt klima, med undergruppen varm sommer. Dette klima er kendetegnet ved store sæsonbestemte temperaturforskelle og en varm sommer (mindst fire måneder i gennemsnit over 10 °C, men ingen måned i gennemsnit over 22 °C. I parken er gennemsnitstemperaturen i januar -6 °C og 16 °C i juli. Gennemsnitlig nedbør er 800 -1.100 mm om året. Der er hyppige tøbrud om vinteren, og den gennemsnitlige snedybde er 39 cm.

## Flora og fauna
Det meste af stedet er skovklædt, på grov jord. Højeste områder er gran og blandet skov, meget af den over 100 år gammel. Over 635 arter af karplanter er blevet registreret i parken, 204 hvirveldyr, 18 arter af fisk, 9 amfibier, 6 af krybdyr, 121 arter af fugle og 50 af pattedyr.
Der er omkring 50 arter af pattedyr i nationalparken. Blandt hovdyr findes her kronhjort, rådyr, vildsvin og bisoner. Bison blev udsat i 1965 (10 individer, 6 hunner og 4 hanner), de tilpassede sig de lokale forhold og var i stand til at formere sig. Herudover findes bjørn, sort ilder, rød ræv, gulbrynet og skovmus, grå ulv, ræv, skovmår m.fl. Blandt de sjældne rødlistede arter på parkens område kan findes: brun bjørn, skovkat, los, odder, grævling, hermelin og andre. Derudover er otte arter af flagermus, der leveri nationalparken, inkluderet på Bern-kommisionens lister og én på den europæiske rødliste. Der er 18 arter af vildt på parkens område, såsom: hjorte, rådyr, vildsvin, hare, egern, ræv, skovmår.

## Offentlig brug
Historisk har området været kendt for kursteder og turisme på grund af det milde klima og muligheder for udendørsaktiviteter. Parken fortsætter dette i dag med over 20 rekreationssteder og pensionater på sit område. Tjenester, der tilbydes af parken, omfatter hesteudflugter, vandreture og guidede ture op ad Mount Parashka.